# Dodge Dynasty
La Dodge Dynasty est une voiture produite par Dodge de 1988 à 1993. La Dodge Dynasty est similaire à la Chrysler New Yorker 9e génération. Les deux voitures ont été construites sur la plate-forme C produite par Chrysler à Belvidere dans l'Illinois. Elle est également proche de la Chrysler New Yorker Fifth Avenue 2e génération et de la Chrysler Imperial 7e génération, deux véhicules produits à partir de 1990 et ce jusqu'en 1993 et basée sur le chassis ralongée de la New Yorker et de la Dynasty. Sa production cesse en 1993 et elle remplacée par la Dodge Intrepid.

## Histoire
Le nom est censé être une référence à la série populaire d'ABC-TV qui était diffusé aux heures de grande écoute dans les années 80, "Dynastie". En fait, un magazine a déclaré: "Blake et Krystle, votre voiture est prête", lorsque la voiture a fait ses débuts pour l'année modèle 1988. Cependant, il est fort probable que Chrysler ait nommé ses voitures à plate-forme C de la fin des années 1980 et du début des années 1990 sur le thème de la "royauté", qui provenait de la marque Imperial classique pour attirer des clients, y compris la Chrysler Imperial / New Yorker Fifth Avenue et la Chrysler New Yorker standard. La Dynasty était considérée comme l'automobile économique des trois, avec la New Yorker standard au milieu et l'Imperial / New Yorker Fifth Avenue comme modèle haut de gamme.
Bien qu'il soit assez populaire, le style dicté par Lee Iacocca était carré et conservateur par rapport à des concurrentes plus aérodynamiques telles que la Ford Taurus et la Chevrolet Lumina. Lorsque les nouvelles voitures à plate-forme C traction avant de la Chrysler Corporation (Dynasty et New Yorker) ont fait leurs débuts pour l'année modèle 1988, elles étaient les premières voitures au monde produites en série avec un bus de câblage à fibre optique entièrement multiplexé connectant tous les accessoires et contrôleurs électroniques, ce qui a considérablement réduit la quantité et le poids des faisceaux de câbles dans la voiture. Tous les modèles (1988-1993) comportaient des verrous électriques qui se verrouillaient automatiquement lorsque la vitesse de la voiture dépassait 24 km/h. Les niveaux de finition de la Dynasty comprenaient la base et la LE. De plus, une finition «Brougham» était offerte sur les modèles LE de 1992-1993 qui ajoutait un toit en vinyle «landau» rembourré.

## Caractéristiques
Trois moteurs sont disponibles lors de sa commercialisation : un 4 cylindres K de 2,5 L, le V6 6G72 de 3,0 L développé par Mitsubishi et un V6 EGA de 3,3 L, bien que le V6 de 3,3 L ne soit disponible qu'en 1990. Le modèle à quatre cylindres était équipé d'une transmission automatique à trois vitesses TorqueFlite (l'A413), tout comme le 3,0 L en 1988. Les modèles V6 de 3,0 L de 1988 avec transmission TorqueFlite étaient évalués à 13,1 L/100 km, 9,8 sur autoroute. Les modèles de 1989-1990 équipés de l'Ultradrive étaient livrés avec un rapport d'essieu de 2,36:1, qui a été révisé à 2,52:1 pour 1991-1993. La consommation EPA était de 11,2 L/100 km en ville, 9,4 sur autoroute avec 4 cylindres et la transmission 3 vitesses TorqueFlite. En 1989, la cote EPA pour le groupe motopropulseur 3.0 L Ultradrive est passée à 13,1 L/100 km, 9,0 sur autoroute. De plus, le moteur 3,0 L est un moteur sans interférence, ce qui signifie que si la courroie de distribution se casse, elle est moins susceptible d'endommager les soupapes et les pistons si cela arrive.
Le nouveau moteur V6 de 3,3 L de 1990, avec la transmission Ultradrive, était évalué à 12,4 L/100 km, 9,0 sur autoroute. La nouvelle transmission automatique à quatre vitesses à commande électronique, connue sous le nom d'Ultradrive ou A604, a fait ses débuts en 1989 et est devenue la seule transmission pour les modèles V6 tout au long de l'année de production finale (1993) de la Dynasty. En 1989, la cote EPA pour le groupe motopropulseur 3,0 L Ultradrive est passée à 13,1 L/100 km en ville, 9,0 sur autoroute. Le nouveau moteur V6 de 3,3 L de 1990, avec la transmission Ultradrive, était évalué à 12,4 L/100 km en ville, 9,0 sur autoroute.

### Fonctionnalité
La grande majorité des Dynasty vendues neuves à des clients privés avaient des moteurs V6, tandis que les Dynasty à quatre cylindres étaient principalement vendus aux flottes. Les modèles Dynasty étaient tous équipés d'un airbag côté conducteur à partir de 1990. Un système de freinage antiblocage Bendix (y compris des freins à disque aux 4 roues) était également disponible sur les modèles V6 au cours de ces années à un prix courant de ~900 $. Les modèles de 1993 étaient la seule année à présenter un système d'échappement en acier inoxydable et un compteur kilométrique inviolable.
Les modèles LE de 1988 comportaient des appuie-tête arrière, mais ont été supprimés pour 1989-1993. Les premiers modèles de production (1988-1990) comportaient des clignotants d'aile standard et un déverrouillage à distance de la porte de carburant, même sur les modèles de base. En 1991-1993, ces caractéristiques ont progressivement été supprimées de toutes les voitures particulières de Dodge. En 1993, les seuls produits Dodge qui offraient un déverrouillage à distance des trappes de carburant étaient les monospaces et les pick-ups, mais à la fin des années 1980, c'était la norme sur toutes les voitures de la Chrysler Corporation, y compris les jumelles Omni et Horizon. Les modèles de base ont perdu les clignotants d'aile pour 1991 et les modèles LE les ont perdus en 1992.
Les sièges en cuir étaient en option sur les modèles LE, mais très peu en étaient équipés. Également disponibles : suspension à nivellement de charge, jantes de 14 pouces en alliage, enjoliveurs de roues métalliques, système d'entrée lumineux, stéréo Infinity avec égaliseur et antenne électrique, coffre rabatable électriquement, deux sièges électriques à 6 réglages électriques avec mémoire pour le siège conducteur et rétroviseurs extérieurs.

## Niveaux de finition
- Base (1988-1993)
- LE (1988-1993)
- Brougham : option offerte sur les modèles LE qui ajoutait un toit en vinyle "landau" (1992-1993)

## Versions internationales
Non commercialisé en Europe, ce modèle a été vendu un temps sous le nom de Chrysler Dynasty au Canada et au Mexique. La Chrysler Dynasty était identique à la Chrysler New Yorker Salon de 1990 (vendue aux États-Unis), la seule différence étant leur nom. Elle était censée combler un vide entre la berline Chrysler LeBaron et la Chrysler New Yorker, tout comme ce qu'a fait la LeBaron GTS au Canada. Au Mexique, les voitures n'étaient disponibles qu'avec le moteur V6. Au Canada, des moteurs quatre cylindres et V6 étaient disponibles. Toujours au Canada, elle a remplacé la Chrysler LeBaron GTS à hayon puisque Chrysler Canada ne voulait pas commercialiser la successeur de la Dodge Diplomat, la Monaco de 1990. Cependant, Chrysler Canada a remplacé la 600, la prédécesseur de la Dynasty, par la Dodge Spirit.